# Dmytro Andrijewski (ur. 1967)
Dmytro Josypowycz Andrijewski, ukr. Дмитро Йосипович Андрієвський (ur. 6 stycznia 1967 w Oldze w Kraju Nadmorskim) – ukraiński polityk i przedsiębiorca, radny Kijowa, poseł do Rady Najwyższej.

## Życiorys
Odbył służbę wojskową (1985–1987), następnie w 1992 ukończył studia w Kijowskim Instytucie Politechnicznym. Uzyskał także magisterium z administracji publicznej i stopień kandydata nauk. Pracował jako inżynier technolog, następnie na kierowniczych stanowiskach w kijowskich przedsiębiorstwach. Był m.in. dyrektorem przedstawicielstwa jednej z brytyjskich firm i prezesem zarządu koncernu budowlanego, po czym objął stanowisko przewodniczącego rady dyrektorów holdingu Inteko.
Od 2002 do 2012 zasiadał w radzie miejskiej Kijowa. Początkowo reprezentował Naszą Ukrainę, kierował frakcją radnych tego ugrupowania. W 2008 został przewodniczącym Ukraińskiej Wiejskiej Partii Demokratycznej, od 2010 współpracował ze środowiskiem politycznym Witalija Kłyczki.
W 2012 z ramienia skupiającej środowiska opozycyjne Batkiwszczyny został wybrany do Rady Najwyższej VII kadencji. W 2014 z powodzeniem ubiegał się o reelekcję w jednym ze stołecznych okręgów jako kandydat Bloku Petra Poroszenki.

## Odznaczenia
- Order „Za zasługi” III klasy[1]